# Конар
Конар е провинция в източен Афганистан с площ 11 798 км² и население 381 900 души (2006). Административен център е град Асадабад.

## Административно деление
Провинцията се поделя на 12 общини.

## Население
По данни от 2006 година, населението на провинцията е 381 900 души, от тях 95 % пущуни и 5 % нуристанци.